# Kampela-klass
Kampela-klassens transportfartyg används av den finska marinen.
- 90 ton; 260 ton fullastad
- 32,5 x 8 x 1,5 m
- 2 Scania diesel 338 kW
- 9 knop
- 10 man
- 2 eller 4 x 2/23mm/60
- 20 minor kan bäras

1 och 2 byggdes av Enso Guzeit 29 juli 1976 och 21 oktober 1976, den 3:e byggdes av Finnmekano 23 oktober 1979. Används främst för kustartilleriet.

## Benämningar
Kampela 1 (771)

Kampela 2 (772)

Kampela 3 (877)